# 絆。
「絆。」（きずな）は、ハジ→の7枚目のメジャーシングル。発売元はEMI Records。

## 解説
- 前作『君と。』から約10ヶ月ぶりのシングル。
- 初回限定盤にはデビュー5周年を記念して、ハジ→が自身の故郷である仙台を巡ったドキュメント映像を収録したDVDが付属される。

## 収録曲

### CD
1. 絆。
  - 作詞・作曲：ハジ→
2. 風のたより。
  - 作詞・作曲：ハジ→

映画「風のたより」主題歌
3. 証。 (★STAR GUiTAR REMIX)
  - 作詞・作曲：ハジ→

インディーズ1stシングル「春色。/証。」収録曲のリミックス。
4. 絆。(Instrumental)

### DVD
1. デビュ→5周年記念企画「ハジ→の里帰り。〜故郷仙台、原点巡り☆。〜」